# Actias xenia
Actias xenia är en fjärilsart som beskrevs av Jordan 1911. Actias xenia ingår i släktet månspinnare, och familjen påfågelspinnare. Inga underarter finns listade i Catalogue of Life.